# 哈蒙灣
74°15′S 110°52′W / 74.250°S 110.867°W
哈蒙灣（英語：Harmon Bay）是南極洲的海灣，位於熊號半島的北端，寬約13公里，該海灣根據美國地質調查局的測量和美國海軍的空中照片被繪入地圖。